# Пять франков (монета Швейцарии)
Пять франков (фр. Cinq francs; нем. Fünf Franken, Fünffrankenstück, Fünfliber) — номинал швейцарских денежных знаков, выпускающийся в обращение с 1850 года преимущественно в виде монет.
На государственных языках Швейцарии название денежной единицы «франк» пишется по-разному: на немецком — Franken, на французском и ретороманском — Franc, на итальянском — Franco. Номинал на всех швейцарских монетах в пять франков обозначается с сокращённым названием денежной единицы — Fr. Название государства на монетах в пять франков указывается на латинском языке — HELVETIA или CONFOEDERATIO HELVETICA.

## Стандартные монеты
Конституция Швейцарии, принятая в 1848 году, устанавливала исключительное право федерального правительства на чеканку монеты. 7 мая 1850 года был принят федеральный закон о чеканке монет, в том же году начата чеканка швейцарских монет, в том числе монет в пять франков. Модель монеты типа «Сидящая Гельвеция» выполнил гравёр Антуан Бови (Женева) по эскизу Фридриха Фиша (Арау). Серебряные монеты этого типа чеканились до 1874 года.
В 1888 году тип монет был изменён. Аверс новой монеты типа «Голова Гельвеции» разработал Карл Швенцер (Штутгарт), он же изготовил и модель реверса по эскизу Кристиана Бюлера (Берн). Этот тип монет чеканился до 1916 года.
В 1922 году тип монет вновь был изменён. Новый тип, который разработал Пауль Буркхард (Рихтерсвиль), используется при чеканке стандартных швейцарских монет до настоящего времени, но характеристики монет несколько раз менялись: в 1931 году проба серебра была снижена до 835-й, а с 1968 года они чеканятся из медно-никелевого сплава.
16 января 1934 года был принят закон об изъятии из обращения монет в пять франков 900-й пробы. 1 февраля того же года они утратили силу законного платёжного средства.
1 апреля 1971 года был принят закон об изъятии из обращения серебряных монет 835-й пробы (образца 1931 года). В тот же день они утратили силу законного платёжного средства, в обращении стали использоваться только монеты в пять франков образца 1968 года из медно-никелевого сплава. Швейцарский национальный банк принимает к обмену серебряные монеты в 5 франков, чеканившиеся в 1931—1967 и 1969 годах, в том числе памятные, без ограничения срока.
В 1985—1993 годах на гурт монеты изготовлялся с вдавленной надписью «DOMINUS PROVIDEBIT» (лат. «Господь позаботится», Быт. 22:8). Однако оказалось, что такой способ оформления гурта не является надёжной защитой. В связи с появлением большого числа поддельных монет с 1994 года надпись на гурте сделана выпуклой, пятифранковики 1985—1993 годов постепенно начали изымать из обращения. 26 ноября 2003 года был принят закон об изъятии из обращения монет, выпущенных в 1985—1993 годах. 1 января 2004 года они утратили статус законного платёжного средства. Швейцарский национальный банк принимает к обмену монеты в 5 франков, чеканившиеся в 1985—1993 годах, без ограничения срока.
В 1850—1851 годах монеты в пять франков чеканились в Париже, обозначение двора буквы «A» на реверсе. С 1873 года монеты чеканятся Монетным двором Швейцарии, обозначение двора — буква «B» на реверсе. В 1874 году часть тиража была изготовлена Брюссельским монетным двором, обозначение монетного двора — «B.» (буква B с точкой).
В 1970—1985 годах обозначение двора на монетах не указывалось.
В 2012 году часть тиража пятифранковых монет была отчеканена с буртиком, размер которого несколько превышал размер буртика ранее выпускавшихся монет, из-за чего новые монеты невозможно было использовать в торговых автоматах. Монетный двор заявил, что эти монеты не являются бракованными, так как размеры монет остаются в пределах допустимой погрешности.
| Изображение | Диаметр, мм | Толщина, мм | Масса, г | Металл               | Гурт               | Годы чеканки                                                  | Изъята из обращения |
| ----------- | ----------- | ----------- | -------- | -------------------- | ------------------ | ------------------------------------------------------------- | ------------------- |
|             | 37          |             | 25       | Серебро—медь 900/100 | рифлёный           | 1850, 1851, 1873, 1874                                        | 1 февраля 1934      |
|             | 37          |             | 25       | Серебро—медь 900/100 | DOMINUS PROVIDEBIT | 1888—1892, 1894—1896, 1900, 1904, 1907—1909, 1912, 1916       | 1 февраля 1934      |
|             | 37          |             | 25       | Серебро—медь 900/100 | DOMINUS PROVIDEBIT | 1922—1926, 1928                                               | 1 февраля 1934      |
|             | 31          |             | 15       | Серебро—медь 835/165 | DOMINUS PROVIDEBIT | 1931—1933, 1935, 1937, 1939, 1940, 1948—1954, 1965—1967, 1969 | 1 апреля 1971       |
|             | 31          |             | 13,2     | Медь—никель 750/250  | DOMINUS PROVIDEBIT | 1968, 1970, 1973—1984, 1994—                                  |                     |
|             | 31          |             | 13,2     | Медь—никель 750/250  | DOMINUS PROVIDEBIT | 1985—1993                                                     | 1 января 2004       |

### Тиражи монет[9]
| Год       | Тираж      | Примечания                                |
| --------- | ---------- | ----------------------------------------- |
| 1850/1851 | 500 000    | Париж, 900 проба, тип «Сидящая Гельвеция» |
| 1873      | 30 000     | Берн                                      |
| 1874      | 596 000    | Берн и Утрехт                             |
| 1888      | 25 000     | Тип «Голова Гельвеции»                    |
| 1889      | 2250 000   |                                           |
| 1890      | 305 000    |                                           |
| 1891      | 150 000    |                                           |
| 1892      | 190 000    |                                           |
| 1894      | 34 000     |                                           |
| 1895      | 46 000     |                                           |
| 1896      | 2 000      |                                           |
| 1900      | 33 000     |                                           |
| 1904      | 40 000     |                                           |
| 1907      | 277 000    |                                           |
| 1908      | 200 000    |                                           |
| 1909      | 120 000    |                                           |
| 1912      | 11 000     |                                           |
| 1916      | 22 000     |                                           |
| 1922      | 2 400 000  | Тип «Буркхард»                            |
| 1923      | 11 300 000 |                                           |
| 1924      | 182 000    |                                           |
| 1925      | 2 830 000  |                                           |
| 1926      | 2 000 000  |                                           |
| 1928      | 24 000     |                                           |
| 1931      | 500 000    | 835 проба                                 |
| 1932      | 10 580 000 |                                           |
| 1933      | 5 900 000  |                                           |
| 1935      | 5 000 000  |                                           |
| 1937      | 645 000    |                                           |
| 1939      | 2 197 000  |                                           |
| 1940      | 1 601 000  |                                           |
| 1948      | 416 000    |                                           |
| 1949      | 407 000    |                                           |
| 1950      | 485 000    |                                           |
| 1951      | 1 096 000  |                                           |
| 1952      | 155 000    |                                           |
| 1953      | 3 403 000  |                                           |
| 1954      | 6 600 000  |                                           |
| 1965      | 5 021 000  |                                           |
| 1966      | 9 016 000  |                                           |
| 1967      | 13 817 000 |                                           |
| 1968      | 33 871 000 | Медно-никелевый сплав                     |
| 1969      | 8 637 000  | Серебро                                   |
| 1970      | 6 306 000  | Медно-никелевый сплав                     |
| 1973      | 5 002 000  |                                           |
| 1974      | 6 007 000  | В том числе пруф — 2400                   |
| 1975      | 4 015 000  | Пруф — 10 000                             |
| 1976      | 3 007 000  | Пруф — 5 130                              |
| 1977      | 2 009 000  | Пруф — 7 030                              |
| 1978      | 4 411 000  | Пруф — 10 000                             |
| 1979      | 4 011 000  | Пруф — 10 000                             |
| 1980      | 4 026 000  | Пруф — 10 000                             |
| 1981      | 6 018 000  | Пруф — 10 000                             |
| 1982      | 5 050 000  | Пруф — 10 000                             |
| 1983      | 4 033 000  | Пруф — 11 000                             |
| 1984      | 3 953 000  | Пруф — 14 000                             |
| 1985      | 4 050 000  | Пруф — 12 000                             |
| 1986      | 7 083 000  | Пруф — 10 000                             |
| 1987      | 7 028 000  | Пруф — 8 800                              |
| 1988      | 7 029 000  | Пруф — 9 050                              |
| 1989      | 5 031 000  | Пруф — 8 800                              |
| 1990      | 1 049 000  | Пруф — 8 900                              |
| 1991      | 544 000    | Пруф — 9 900                              |
| 1992      | 5 035 000  | Пруф — 7 450                              |
| 1993      | 5 023 000  | Пруф — 6 300                              |
| 1994      | 12 023 000 | Пруф — 6 100                              |
| 1995      | 12 024 000 | Пруф — 6 100                              |
| 1996      | 12 023 000 | Пруф — 6 100                              |
| 1997      | 9 022 000  | Пруф — 5 500                              |
| 1998      | 9 021 000  | Пруф — 4 800                              |
| 1999      | 9 021 000  | Пруф — 5 000                              |
| 2000      | 7 026 000  | Пруф — 5 500                              |
| 2001      | 1 028 000  | Пруф — 6 000                              |
| 2002      | 1 030 000  | Пруф — 6 000                              |
| 2003      | 1 028 000  | Пруф — 5 500                              |
| 2004      | 529 000    | Пруф — 5 000                              |
| 2005      | 529 000    | Пруф — 4 500                              |
| 2006      | 530 000    | Пруф — 4 000                              |
| 2007      | 528 000    | Пруф — 4 000                              |
| 2008      | 526 000    | Пруф — 4 000                              |
| 2009      | 2 026 000  | Пруф — 4 000                              |
| 2010      | 5 026 000  | Пруф — 4 000                              |
| 2011      | 3 026 000  | Пруф — 4 000                              |
| 2012      | 8 026 000  | Пруф — 4 000                              |
| 2013      | 8 023 500  |                                           |
| 2014      | 7 022 000  |                                           |
| 2015      | 5 026 000  |                                           |
| 2016      | 4 028 000  |                                           |

## Памятные монеты
Чеканка памятных пятифранковых монет начата в 1855 году. До 1936 года чеканились только монеты, посвящённые стрелковым фестивалям, традиционно они назывались «стрелковыми талерами». Эти монеты выпускались для использования только в период фестивалей и не являлись законным платёжным средством, однако иногда попадали в обращение.
| Изображение | Год  | Событие, которому посвящена монета | Диаметр, мм | Толщина, мм | Масса, г | Металл       | Гурт | Тираж  |
| ----------- | ---- | ---------------------------------- | ----------- | ----------- | -------- | ------------ | ---- | ------ |
|             | 1855 | Фестиваль в Золотурне              |             |             |          | Серебро—медь |      | 3000   |
|             | 1857 | Фестиваль в Берне                  |             |             |          | Серебро—медь |      | 5197   |
|             | 1859 | Фестиваль в Цюрихе                 |             |             |          | Серебро—медь |      | 6000   |
|             | 1861 | Фестиваль в Нидвальдене            |             |             |          | Серебро—медь |      | 6000   |
|             | 1863 | Фестиваль в Шо-де-Фоне             |             |             |          | Серебро—медь |      | 6000   |
|             | 1865 | Фестиваль в Шлафхаузене            |             |             |          | Серебро—медь |      | 10 000 |
|             | 1865 | Фестиваль в Шлафхаузене            |             |             | 31,44    | Золото—медь  |      | 2      |
|             | 1867 | Фестиваль в Швице                  |             |             |          | Серебро—медь |      | 8 000  |
|             | 1869 | Фестиваль в Цуге                   |             |             |          | Серебро—медь |      | 6 000  |
|             | 1872 | Фестиваль в Цюрихе                 |             |             |          | Серебро—медь |      | 10 000 |
|             | 1874 | Фестиваль в Санкт-Галлене          |             |             |          | Серебро—медь |      | 15 000 |
|             | 1876 | Фестиваль в Лозанне                |             |             |          | Серебро—медь |      | 20 000 |
| {{{6}}}     | 1881 | Фестиваль во Фрибуре               |             |             |          | Серебро—медь |      | 30 000 |
|             | 1883 | Фестиваль в Лугано                 |             |             |          | Серебро—медь |      | 30 000 |
|             | 1885 | Фестиваль в Берне                  |             |             |          | Серебро—медь |      | 25 000 |
|             | 1934 | Фестиваль во Фрибуре               |             |             |          | Серебро—медь |      |        |
|             | 1939 | Фестиваль в Люцерне                |             |             |          | Серебро—медь |      |        |

В 1936 году была начата чеканка памятных монет, соответствующих по характеристикам (размер, вес, проба металла) стандартным швейцарским монетам и являющихся законным платёжным средством. По 1963 год монеты чеканились из серебра. В 1971 году серебряные монеты в пять франков 835-й пробы, чеканившиеся в 1931—1969 годах (в том числе и памятные монеты 1939—1963 годов), были изъяты из обращения.
В 1974 году начат выпуск памятных монет из медно-никелевого сплава с соотношением меди/никеля 750/250, за исключением монет 1976—1979 годов с соотношением 650/350. С 1999 года чеканятся биметаллические памятные монеты в пять франков.
| Аверс | Реверс | Год  | Событие, которому посвящена монета       | Диаметр, мм | Толщина, мм | Масса, г | Металл                                                                     | Гурт | Тираж                           |
| ----- | ------ | ---- | ---------------------------------------- | ----------- | ----------- | -------- | -------------------------------------------------------------------------- | ---- | ------------------------------- |
|       |        | 1936 | Фонд обороны                             | 31          |             | 15       | Серебро—медь 835/165                                                       |      | 200 000                         |
|       |        | 1939 | Битва при Лаупене                        | 31          |             | 15       | Серебро—медь 835/165                                                       |      | 30 600                          |
|       |        | 1941 | Национальный праздник Швейцарии          | 31          |             | 15       | Серебро—медь 835/165                                                       |      | 100 150                         |
|       |        | 1944 | Битва при Санкт-Якобе у Бирса            | 31          |             | 15       | Серебро—медь 835/165                                                       |      | 101 680                         |
|       |        | 1948 | Конституция Швейцарии                    | 31          |             | 15       | Серебро—медь 835/165                                                       |      | 500 400                         |
|       |        | 1963 | Швейцарский Красный Крест                | 31          |             | 15       | Серебро—медь 835/165                                                       |      | 623 000                         |
|       |        | 1974 | Изменение Конституции                    | 31          |             | 13,2     | Медь—никель 750/250                                                        |      | UNC — 3 709 000 PROOF — 130 000 |
|       |        | 1975 | Год европейского архитектурного наследия | 31          |             | 13,2     | Медь—никель 750/250                                                        |      | UNC — 2 500 000 PROOF — 60 000  |
|       |        | 1976 | Битва при Муртене                        | 31          |             | 13,2     | Медь—никель 650/350                                                        |      | UNC — 1 506 000 PROOF — 100 900 |
|       |        | 1977 | Иоганн Генрих Песталоцци                 | 31          |             | 13,2     | Медь—никель 650/350                                                        |      | UNC — 802 000 PROOF — 50 260    |
|       |        | 1978 | Анри Дюнан                               | 31          |             | 13,2     | Медь—никель 650/350                                                        |      | UNC — 903 000 PROOF — 60 000    |
|       |        | 1979 | Альберт Эйнштейн (портрет)               | 31          |             | 13,2     | Медь—никель 650/350                                                        |      | UNC — 900 000 PROOF — 35 000    |
|       |        | 1979 | Альберт Эйнштейн (формула)               | 31          |             | 13,2     | Медь—никель 650/350                                                        |      | UNC — 902 000 PROOF — 35 000    |
|       |        | 1980 | Фердинанд Ходлер                         | 31          |             | 13,2     | Медь—никель 750/250                                                        |      | UNC — 951 000 PROOF — 50 200    |
|       |        | 1981 | Штанс                                    | 31          |             | 13,2     | Медь—никель 750/250                                                        |      | UNC — 900 000 PROOF — 50 260    |
|       |        | 1982 | Сен-Готардская железная дорога           | 31          |             | 13,2     | Медь—никель 750/250                                                        |      | UNC — 1 105 000 PROOF — 65 110  |
|       |        | 1983 | Эрнест Ансерме                           | 31          |             | 13,2     | Медь—никель 750/250                                                        |      | UNC — 951 000 PROOF — 60 160    |
|       |        | 1984 | Огюст Пиккар                             | 31          |             | 13,2     | Медь—никель 750/250                                                        |      | UNC — 1 012 000 PROOF — 75 990  |
|       |        | 1985 | Европейский год музыки                   | 31          |             | 13,2     | Медь—никель 750/250                                                        |      | UNC — 1 156 000 PROOF — 84 400  |
|       |        | 1986 | Битва при Земпахе                        | 31          |             | 13,2     | Медь—никель 750/250                                                        |      | UNC — 1 082 000 PROOF — 75 800  |
|       |        | 1987 | Ле Корбюзье                              | 31          |             | 13,2     | Медь—никель 750/250                                                        |      | UNC — 960 000 PROOF — 62 515    |
|       |        | 1988 | Олимпийское движение                     | 31          |             | 13,2     | Медь—никель 750/250                                                        |      | UNC — 1 026 000 PROOF — 68 527  |
|       |        | 1989 | Анри Гизан                               | 31          |             | 13,2     | Медь—никель 750/250                                                        |      | UNC — 1 270 000 PROOF — 69 012  |
|       |        | 1990 | Годфрид Келлер                           | 31          |             | 13,2     | Медь—никель 750/250                                                        |      | UNC — 1 100 000 PROOF — 69 412  |
|       |        | 1999 | Праздник виноделов                       | 33          |             | 15       | Медь—алюминий—цинк—олово 890/50/50/10 (центр) Медь—никель 750/250 (кольцо) |      | UNC — 160 000 PROOF — 16 000    |
|       |        | 2000 | Карнавал в Базеле                        | 33          |             | 15       | Медь—алюминий—цинк—олово 890/50/50/10 (центр) Медь—никель 750/250 (кольцо) |      | UNC — 170 000 PROOF — 20 000    |
|       |        | 2000 | 150 лет швейцарскому франку              | 33          |             | 15       | Медь—алюминий—цинк—олово 890/50/50/10 (центр) Медь—никель 750/250 (кольцо) |      | UNC — 170 000 PROOF — 15 000    |
|       |        | 2001 | Шестизвонье                              | 33          |             | 15       | Медь—алюминий—цинк—олово 890/50/50/10 (центр) Медь—никель 750/250 (кольцо) |      | UNC — 170 000 PROOF — 20 000    |
|       |        | 2002 | Женевская эскалада                       | 33          |             | 15       | Медь—алюминий—цинк—олово 890/50/50/10 (центр) Медь—никель 750/250 (кольцо) |      | UNC — 130 000 PROOF — 15 000    |
|       |        | 2003 | Мартовский праздник (Chalandamarz)       | 33          |             | 15       | Медь—алюминий—цинк—олово 890/50/50/10 (центр) Медь—никель 750/250 (кольцо) |      | UNC — 96 000 PROOF — 12 000     |